# Love Lies
«Love Lies» — песня американского соул-певца Халида в дуэте с певицей Нормани Кордей Гамильтон (солистка гёрл-группы Fifth Harmony), ставшая вторым синглом с саундтрека фильма «С любовью, Саймон» (Love, Simon. Original Motion Picture Soundtrack, 2018). Трек был спродюсирован Джеком Антоноффом, Charlie Handsome и  Jamil Chammas, авторами выступили Халид Робинсон, Нормани Хамильтон, Jamil Chammas, Ryan Vojtesak и Тейлор Паркс. Сингл получил платиновую сертификацию в Австралии и Новой Зеландии, и золотую в Великобритании, Канаде и США (от Recording Industry Association of America, RIAA).

## История
Сингл получил положительные отзывы музыкальной критики и интернет-изданий: Nina Braca из Billboard («Романтичная любопытная лирика отлично дополняет плавные вокалы Нормани над простым гитарным рифом и медленным поп-битом»), Hugh McIntyre из Fuse (их R&B настолько зрелое, что трудно поверить, что эти музыканты настолько молоды и ещё только начинают заниматься своей карьерой"), Sam Damshenas of Gay Times («невероятно запоминающийся и захватывающий трек»), Mike Wass из Idolator («мечтательный гимн среднего темпа демонстрирует её голос и демонстрирует направление R&B/поп её побочного проекта»). В марте 2018 года критики журнала Billboard поместили песню на № 2 в списке «Every Fifth Harmony Solo Single, Ranked».

## Коммерческий успех
В США «Love Lies» дебютировала на позиции № 43 в хит-параде Billboard Hot 100, с тиражом 22,000 загрузок и 11,7 млн стримов в первую неделю релиза. Это позволило группе Fifth Harmony поделить вместе с группами Destiny's Child, The Go-Go's и Labelle рекордный показатель для всех женских групп, в которых большинство её членов (три) смогли сольно попасть в Hot 100, так как Normani стала третьей из Fifth Harmony. Дебютное место (43) также стало самым успешным для любого члена этих гёрл-групп; ране лучшим показателем было дебютное 49-е место песни «Reach Out and Touch (Somebody's Hand)», первого сольника певицы Diana Ross. После выступления 20 мая дуэта на церемонии Billboard Music Awards, «Love Lies» вошла в top 40 (Hot 100), двинувшись с 47 на 36-е место. В итоге сингл достиг позиции № 9. Для Khalid это его второй хит в top 10 в качестве лидирующего исполнителя, после Logic's «1-800-273-8255», который был в десятке лучших в сентябре 2017. Для Normani это её первое попадание в top 10 в качестве сольного исполнителя; ранее она там была один раз только в составе своей группы Fifth Harmony.
«Love Lies» дольше песен всех других дуэтов шёл до лучшей десятки top 10, достигнув её на 28-й недели в чарте. Это больше песни With You I'm Born Again дуэта Billy Preston и Syreeta (19 недель в 1979-80). Сингл «Love Lies» стал 10-м треком, достигшим лучшей десятки за 28 и более недель, в то время как рекордный показатель в 38 недель принадлежит Carrie Underwood's «Before He Cheats» (2006—2007).

## Музыкальное видео
Официальное музыкальное видео (режиссёры Gerard Bush и Christopher Renz) было загружено 16 февраля 2018 года на канал YouTube. Более 70 млн просмотров (сентябрь 2018 года).

## Концертные исполнения
10 апреля 2018 года оба исполнителя дуэтом спели песню «Love Lies» в телепрограмме The Tonight Show Starring Jimmy Fallon. 20 мая 2018 года они также выступили с этой песней на церемонии награждения 2018 Billboard Music Awards.

## Награды и номинации
| Год  | Награда                 | Category                | Работа      | результат |
| ---- | ----------------------- | ----------------------- | ----------- | --------- |
| 2018 | 2018 Teen Choice Awards | Choice R&B/Hip-Hop Song | «Love Lies» | Победа    |

## Чарты
| Чарт (2018)                                | Высшая позиция |
| ------------------------------------------ | -------------- |
| Австралия (ARIA)                           | 3              |
| Австрия (Ö3 Austria Top 40)                | 38             |
| Бельгия/Фландрия (Ultratip Bubbling Under) | 2              |
| Бельгия/Валлония (Ultratip Bubbling Under) | 14             |
| Канада (Billboard Canadian Hot 100)        | 21             |
| Чехия (Singles Digitál Top 100)            | 16             |
| Дания (Tracklisten)                        | 9              |
| Германия (GfK)                             | 36             |
| Венгрия (Stream Top 40)                    | 11             |
| Нидерланды (Dutch Top 40)                  | 24             |
| Нидерланды (Single Top 100)                | 17             |
| Новая Зеландия (Recorded Music NZ)         | 2              |
| Норвегия (VG-lista)                        | 17             |
| Португалия (AFP)                           | 9              |
| Шотландия (OCC Scotland)                   | 23             |
| Словакия (Singles Digitál Top 100)         | 14             |
| Spain (PROMUSICAE)                         | 97             |
| Швеция (Sverigetopplistan)                 | 12             |
| Швейцария (Schweizer Hitparade)            | 46             |
| Великобритания (OCC UK Singles)            | 12             |
| UK R&B (Official Charts Company)           | 5              |
| США (Billboard Hot 100)                    | 9              |
| США (Billboard Adult Pop Airplay)          | 25             |
| США (Billboard Pop Airplay)                | 3              |
| US Songs Of The Summer (Billboard)         | 19             |
| США (Billboard Rhythmic)                   | 2              |

## Сертификация
| Регион | Сертификация  | Продажи   |
| --- | ------------- | --------- |
| Австралия (ARIA) | 3× Платиновый | 210 000   |
| Канада (Music Canada) | 4× Платиновый | 320 000   |
| Дания (IFPI Danmark) | Золотой       | 45 000    |
| Новая Зеландия (RMNZ) | 2× Платиновый | 60 000    |
| Великобритания (BPI) | 2× Платиновый | 1 200 000 |
| США (RIAA) | Платиновый    | 1 000 000 |
| * Данные о продажах приведены только на основе сертификации. · ^ Данные о тиражах приведены только на основе сертификации. · Данные о продажах + прослушиваниях приведены только на основе сертификации. |               |           |